# Карисса крупноплодная
Кари́сса крупнопло́дная (ягодичная слива, натальская слива; лат. Carissa macrocarpa) — плодовый вечнозеленый кустарник семейства Кутровые (Apocynaceae).

## Описание
Вечнозелёный кустарник 4,5—5,5 м высотой с овальными глянцевыми тёмно-зелёными листьями 2,5—5 см длиной. Плод круглый или продолговатый, до 6 см длиной и до 4 см шириной, в неспелом виде зелёный, при созревании краснеет. Внутри плода содержится ароматная сочная мякоть, с маленькими вкраплениями латекса и с 6—16 незаметными тонкими плоскими семенами.

## Распространение
Карисса происходит из прибрежных районов Южной Африки и культивируется далеко вглубь её территории. В 1905 году карисса была интродуцирована на Гавайские острова и быстро там распространилась. В настоящее время она культивируется также на Багамских островах, на Филиппинах, на Кипре, в Индии и Восточной Африке.

## Использование
Полностью созревшие плоды кариссы съедобны в необработанном виде. Очищенные плоды используются для изготовления джемов, сиропов, желе, пудингов и т. д.